# Горній Храстоваць
Горній Храстоваць (хорв. Gornji Hrastovac) — населений пункт у Хорватії, у Сисацько-Мославинській жупанії у складі громади Маюр.

## Населення
Населення за даними перепису 2011 року становило 209 осіб.
Динаміка чисельності населення поселення:

## Клімат
Середня річна температура становить 10,96 °C, середня максимальна – 25,55 °C, а середня мінімальна – -6,21 °C. Середня річна кількість опадів – 963 мм.
| Клімат поселення                              | Клімат поселення | Клімат поселення | Клімат поселення | Клімат поселення | Клімат поселення | Клімат поселення | Клімат поселення | Клімат поселення | Клімат поселення | Клімат поселення | Клімат поселення | Клімат поселення | Клімат поселення |
| Показник                                      | Січ.             | Лют.             | Бер.             | Квіт.            | Трав.            | Черв.            | Лип.             | Серп.            | Вер.             | Жовт.            | Лист.            | Груд.            |                  |
| Середній максимум, °C                         | 7,07             | 9,10             | 13,58            | 17,85            | 22,34            | 25,55            | 24,67            | 23,96            | 20,37            | 15,39            | 10,00            | 5,72             |                  |
| Середня температура, °C                       | 0,42             | 2,47             | 6,93             | 11,22            | 15,71            | 18,93            | 20,64            | 19,92            | 16,33            | 11,37            | 5,96             | 1,68             |                  |
| Середній мінімум, °C                          | −6,21            | −4,17            | 0,30             | 4,58             | 9,08             | 12,29            | 16,59            | 15,88            | 12,29            | 7,33             | 1,92             | −2,36            |                  |
| Норма опадів, мм                              | 60               | 58               | 67               | 80               | 84               | 95               | 86               | 88               | 85               | 89               | 95               | 76               |                  |
| Середньомісячна швидкість вітру, м/с          | 1.69             | 1.89             | 2.29             | 2.19             | 2.00             | 1.80             | 1.80             | 1.60             | 1.60             | 1.70             | 1.70             | 1.73             |                  |
| Середньомісячна сонячна радіація, кДж/м²·день | 4313             | 7091             | 10837            | 15292            | 19538            | 21704            | 22774            | 19819            | 14728            | 9106             | 4857             | 3567             |                  |
| --------------------------------------------- | ---------------- | ---------------- | ---------------- | ---------------- | ---------------- | ---------------- | ---------------- | ---------------- | ---------------- | ---------------- | ---------------- | ---------------- | ---------------- |
| Джерело:                                      |                  |                  |                  |                  |                  |                  |                  |                  |                  |                  |                  |                  |                  |